# Maria Bolena
Maria Bolena, coneguda en anglès com a Mary Boleyn, (Blicklin Hall o Castell de Hever; aprox. 1499 - Rochford; 19 de juliol de 1543), noble anglesa, pertanyent a la famosa família Bolena, que va gaudir d'una influència considerable a principis del segle xvi.
Maria va ser una de les amants d'Enric VIII d'Anglaterra i també, segons es diu, del seu rival, el rei Francesc I de França. Va contreure matrimoni en dues ocasions i molts historiadors creuen que era la germana gran d'Anna Bolena. Els testimoniatges de la descendència tant de Maria com d'Anna fan suposar més fiable la tesi que Maria era la gran de les germanes encara que alguns estudiosos creuen el contrari.

## Biografia

### Primers anys

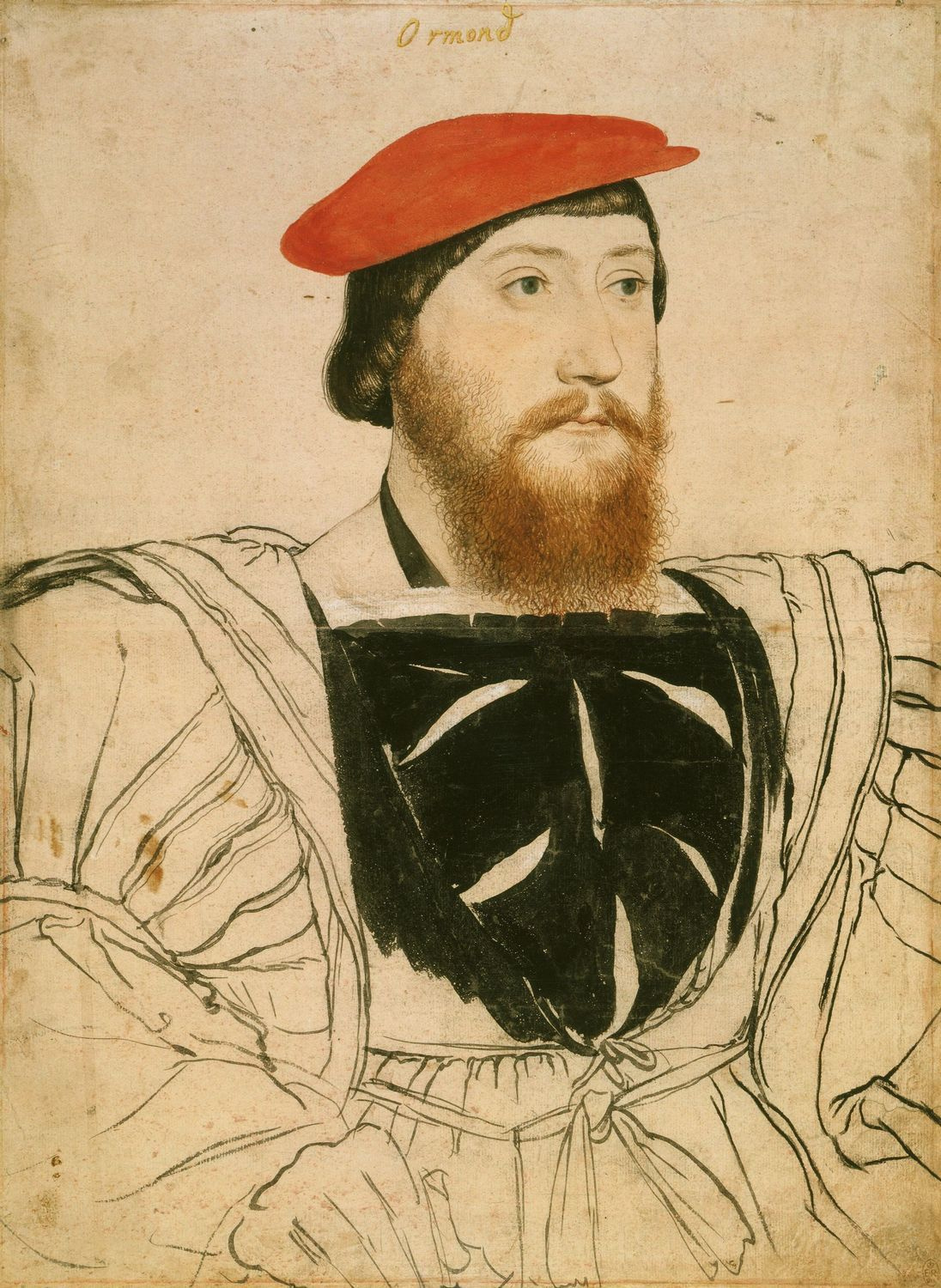
Sir Thomas Boleyn, pare de Maria, dibuixat per Hans Holbein el Jove.

Maria va néixer a Blicklin Hall (Norfolk) o al Castell de Hever, Kent. Va ser filla d'un acabalat diplomàtic, Sir Thomas Boleyn i de la seva dona, Lady Elizabeth Howard. No hi ha proves que permetin concretar amb seguretat la data del seu naixement, però se sap amb seguretat que va ser entre 1499 i 1508. La majoria dels historiadors s'inclinen més per la possibilitat de 1499. Hi ha proves documentals que suggereixen que era a més la gran dels tres germans d'aquesta família. La prova suggereix que els membres de la família Bolena que van sobreviure creien que Maria havia estat la gran. El 1597, el seu net, Lord Hunsdon, va reclamar el títol de comte de Ormonde, per ser el legítim hereu de la família Bolena. D'acord amb les estrictes regles de l'herència aristocràtica, si Anna hagués estat la germana gran, el títol hauria estat transferit a la seva filla, la reina Elisabet I d'Anglaterra.
Va haver un moment que es va creure que va ser Maria la qual va començar la seva educació en l'estranger i va estar un temps en companyia de l'arxiduquessa Margarida d'Àustria, però ara és clar que va ser la seva germana petita, Anna. Maria va romandre a Anglaterra la major part de la seva infància. No va ser fins al 1514, quan tenia aproximadament 15 anys, que va ser enviada a l'estranger. El seu pare li va assegurar una plaça com a dama d'honor de la germana del rei, la princesa Maria Tudor, qui es va traslladar a París per a casar-se amb el rei Lluís XII de França. Després d'unes poques setmanes, a moltes de les dames d'honor se'ls va ordenar anar-se'n però a Maria Bolena se li va permetre quedar-se, probablement pels contactes del seu pare com a ambaixador anglès. Fins i tot quan Maria Tudor va abandonar França després de la mort del seu marit l'1 de gener de 1515, Maria Bolena va romandre a la cort dels nous monarques, Francesc I de França i Clàudia de França.

### Romanç reial a França

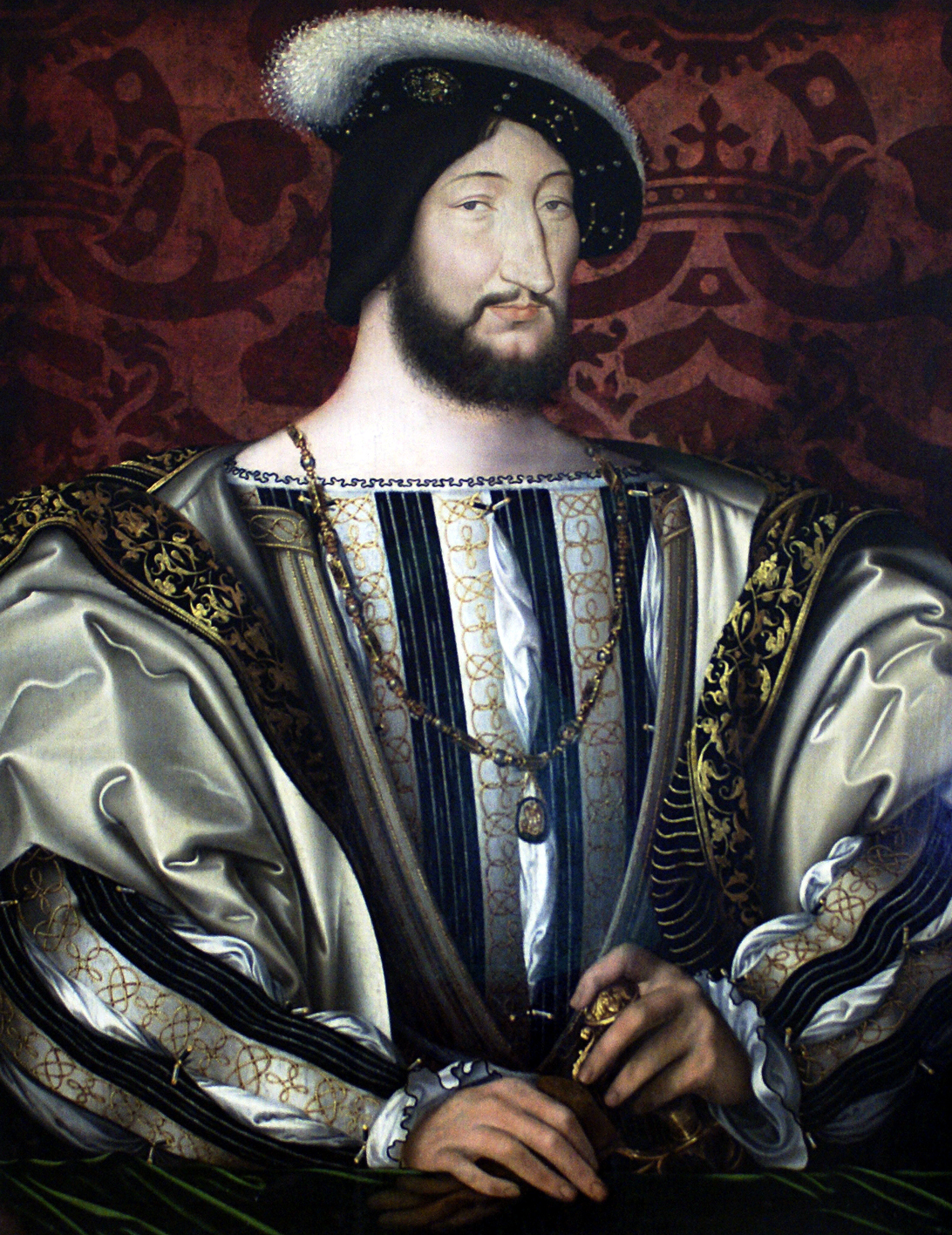
Francesc I de França, del que Maria Bolena es va fer amant, pintat per Jean Clouet (Museu del Louvre).

Maria va ser visitada a París pel seu pare, Sir Thomas i la seva germana, Anna, que havia estat l'últim any estudiant als Països Baixos. Mentre servia a França, Maria es va convertir en amant del rei Francesc I, qui anys després la va descriure com "una gran puta, la més infame de totes". Quan la seva relació amb Francesc va acabar, Maria es va embarcar, suposadament, en moltes relacions amoroses, que tard o d'hora van conduir al seu acomiadament de la cort francesa i al seu retorn a Anglaterra. Alguns historiadors es pregunten si aquestes històries sobre la promiscuïtat de Maria s'haguessin exagerat massa en l'època, però hi ha un acord general que van anar almenys en part certes.
Es va dir que els pares de Maria i la seva germana havien estat mortificats pels seus actes i que es van dur un gran alleugeriment quan van poder dur-la de tornada a Anglaterra el 1519. Se li va donar el treball de dama d'honor de la reina d'Anglaterra, Caterina d'Aragó, durant els últims deu anys del seu matrimoni amb Enric VIII.

### Dama reial
Un any després del seu retorn a Anglaterra, Maria es va casar amb Sir William Carey, el 4 de febrer de 1520, un cortesà adinerat i amb bons contactes, que havia aconseguit els favors del rei. Enric VIII va ser convidat a la cerimònia i probablement poc després va començar un romanç amb Maria. Aquesta confusió sobre quan va començar la seva relació es deu a molts factors. Primer, no se sap quant va durar el romanç exactament. Segon, mai va ser fet públic i Maria no va gaudir del tipus de fama, riquesa i poder que tenien les amants de reis en països estrangers (com França). Durant la seva relació o poc després d'haver finalitzat, la llegenda estableix que un o els dos dels fills de Maria havien estat engendrats pel rei. No obstant això, hi ha poques proves.
Un testimoni va notar semblança entre un fill de Maria i Enric VIII, però el testimoni en qüestió era John Halis, vicari de Isleworth, qui deu anys després del naixement del noi va dir que havia conegut a un jove Senyor Carey, de qui deien alguns monjos que era bastard del rei. No hi ha cap altra prova que Henry Carey fos fill biològic del rei i una lectura de prop a Letters and Papers (una col·lecció de documents d'aquest període) apunten clarament que Henry va néixer al març de 1526, any en el qual es creu que el romanç ja havia acabat.

### La seva germana puja al tron

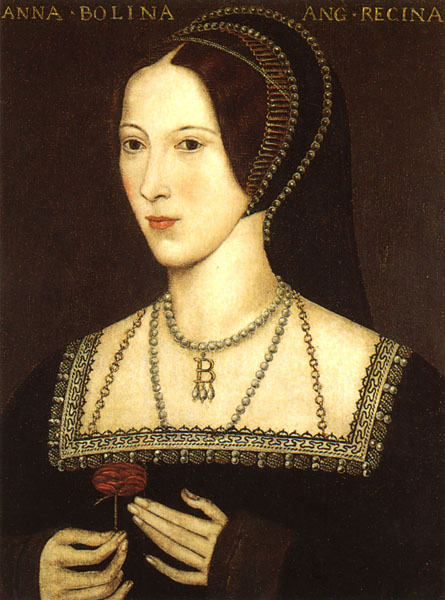
Anna Bolena, reina d'Anglaterra i germana de Maria, amb la qual va tenir una relació molt especial. Retrat de pintor desconegut (Castell de Hever, Kent).

La germana de Maria, Anna Bolena, va tornar a Anglaterra el 1522, havent assolit una popularitat considerable en la cort. Les dues germanes no estaven particularment unides i Anna es movia en cercles socials diferents.
Encara que es deia que Maria era més atractiva que la seva germana, era Anna qui semblava ser més ambiciosa. Va Refusar ser amant del rei, probablement més per intel·ligència i ambició que per virtut. Anna sabia que formava part del caràcter del rei el voler el que no podia tenir i des que Anna va declinar suficients vegades les seves propostes sexuals, ell va començar a desitjar-la. A mitjan 1527, Enric va decidir casar-se amb ella. Anna va acceptar la seva proposta i d'aquesta forma es va convertir en l'"altra dona" en el divorci del rei de Caterina d'Aragó.
Un any després, quan el marit de Maria va morir durant un "brot de suors" (una febre), aquesta li va lliurar a Anna Bolena la cura del seu fill, el jove Henry Carey. Era costum entre l'aristocràcia anglesa posar als fills d'un a cura de familiars més rics, el que era bastant necessari en el cas de Maria, doncs el seu marit li havia deixat al morir un nombre considerable de deutes que només la seva germana podia sufragar. Anna va aconseguir que el fill de Maria fos educat en un respectable monestir cistercenc. El pare de Maria no va mostrar cap intenció en ajudar-la en els problemes financers en els quals el seu marit l'havia situat, però Anna va aconseguir per a ella una pensió anual de cent lliures.

### Segon matrimoni

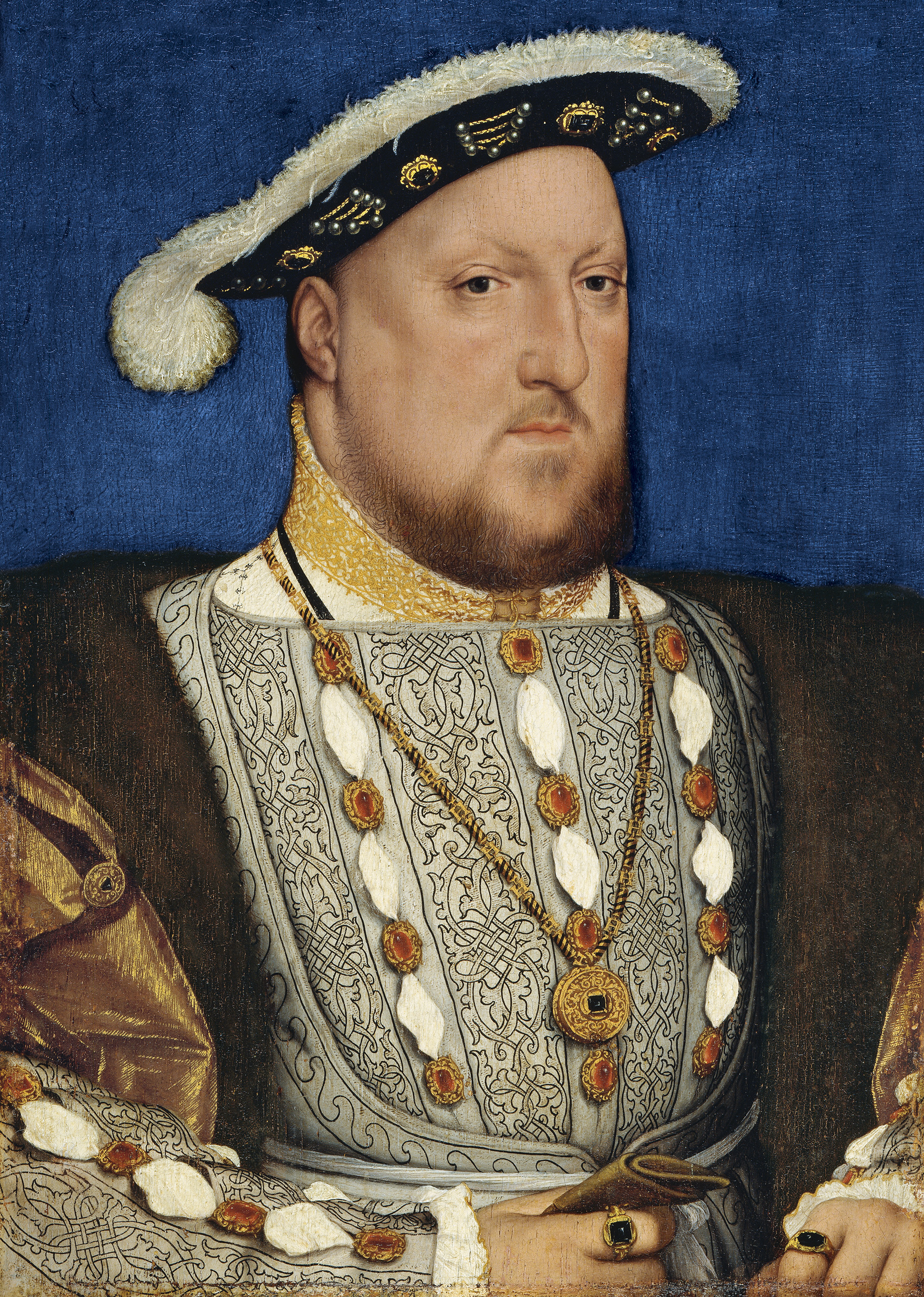
Enric VIII d'Anglaterra, cunyat de Maria Bolena i que també va poder ser el seu amant. Retrat de Hans Holbein el Jove (Museu Thyssen-Bornemisza, Madrid).

Quan Anna va anar a Calais amb Enric VIII en una visita d'estat el 1532, Maria va ser una de les seves acompanyants. Anna va ser coronada reina l'1 de juny de 1533 i va donar a llum a la seva primera filla (qui més tard seria la reina Elisabet I) aquella tardor. El 1534, Maria es va casar en secret amb William Stafford, un plebeu sense rang i pobres guanys. A causa d'aquestes característiques, els historiadors sospiten que va ser un matrimoni per amor, ja que no hi havia altra raó per la qual ella es casés amb algú d'una classe social tan llunyana a la seva. Quan això va ser descobert, la parella va ser bandejada de la cort per la mateixa reina Anna.
Les seves circumstàncies financeres van arribar a ser tan desesperants que Maria es va rebaixar a pregar-li a Thomas Cromwell que parlés amb el rei a favor seu. Enric, no obstant això, va ser indiferent a la seva pregària. Llavors, Maria li va demanar a Cromwell que parlés amb el seu pare, amb el seu oncle i amb el seu germà, però no va aconseguir res.
Sorprenentment, va ser Anna qui es va penedir primer. Li va donar a Maria una magnífica copa d'or i quelcom de diners, però encara seguia refusant que tornés a la cort. Aquesta reconciliació parcial va ser l'única que van tenir les dues germanes, ja que no es van trobar des de 1534 fins a la mort d'Anna el 1536.
La vida de Maria entre 1534 i l'execució de la seva germana, el 19 de maig de 1536 és difícil de concretar. No va visitar a la seva mare, ni a la seva germana Anna quan va ser empresonada en la Torre de Londres. Tampoc va intentar visitar al seu germà George Boleyn, també condemnat a mort per traïció, ni hi ha proves que els hagués escrit. Com el seu oncle, Thomas Howard, III duc de Norfolk, pot ser que Maria no volgués ser relacionada amb els seus malmesos familiars per a evitar més successos desgraciats.
Maria i el seu marit van romandre en el seu retir a Rochford, Essex. Després de l'execució d'Anna, la seva mare se'n va anar de la cort reial, morint aïllada només un any després de la mort de la seva filla. Sir Thomas, va morir a l'any següent. Després de la mort dels seus pares, Maria va heretar algunes de les propietats de la família Bolena a Essex. Es creu que va viure la resta dels seus dies en l'anonimat i en relativa comoditat amb el seu marit. Va morir poc després de complir quaranta anys, a una edat relativament jove fins i tot per als estàndards de l'època, el 19 de juliol de 1543.

## Fills

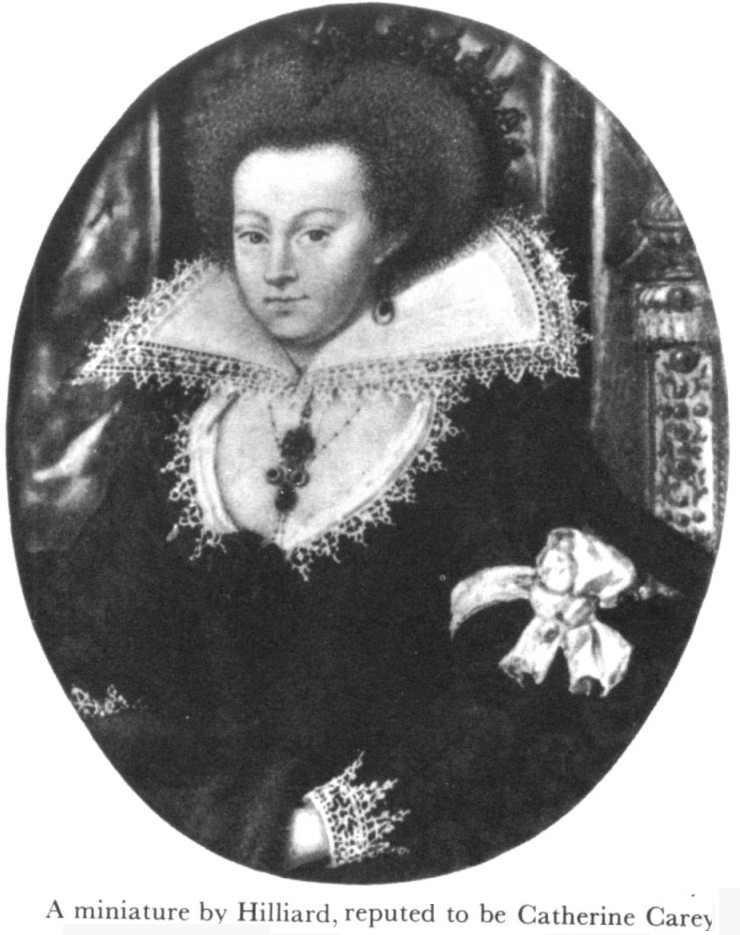
Miniatura de Hilliard, atribuïda a Catherine Carey, filla de Maria Bolena

Del seu matrimoni amb Sir William Carey (1495 - 22 de juny de 1529) van néixer dos fills:
- Catherine Carey (aprox. 1524 - 15 de gener de 1568). Dama d'honor d'Anna de Cléves i Caterina Howard. Es va casar amb Sir Francis Knollys, cavaller de Garter. Més tard va ser dama d'honor de la seva cosina, Elisabet I. Una de les seves filles, Lettice Knollys, va ser la segona esposa de Robert Dudley, comte de Leicester, el favorit d'Elisabet I.

- Henry Carey, baró de Hunsdon, (4 de març de 1526 - 23 de juliol de 1596). Nomenat baró per la reina Elisabet I just després de la seva coronació i després es va convertir en cavaller de Garter. Elisabet li va oferir a Henry, quan estava morint, el títol de comte de Ormonde (títol que pertanyia a la família Bolena i que havia estat reclamant bastant temps), però ell va refusar l'honor.

Del seu matrimoni amb Sir William Stafford († 5 de maig de 1556) va néixer un fill, de qui es creu que va viure de 1535 a 1545, i una filla, anomenada Anna, un fet que encara està obert a especulació.

## Descendència
Maria Bolena és avantpassada llunyana de Winston Churchill, P.G. Wodehouse, Elisabet Bowes-Lyon, Diana de Gal·les i Sarah Ferguson, duquessa de York i Charles Darwin.

## Filmografia sobre Maria Bolena

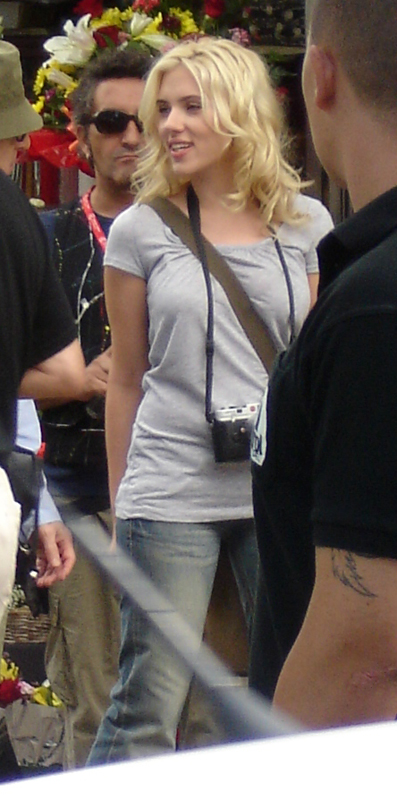
Scarlett Johansson interpreta a Maria Bolena en Les germanes Bolena, una de les últimes pel·lícules sobre les germanes Bolena.

També apareix el seu personatge d'una forma fictícia en les novel·les The Secret Diary of Anne Boleyn de Robin Maxwell, I, Elizabeth de Rosalind Milers, The Rose of Hever de Maureen Peters, La dama de la Torre (The Lady in the Tower) de Jean Plaidy, Mistress Anne de Norah Lofts, Anne Boleyn de Evelyn Anthony. A més és el personatge principal en la novel·la de Karen Harper L'última Bolena, una adaptació de la vida de Maria des de la seva infància fins a la mort de la seva germana i en la novel·la de Philippa Gregory L'altra Bolena (2002).
| Any  | Pel·lícula            | Director        | Personatge         |
| ---- | --------------------- | --------------- | ------------------ |
| 2008 | Les germanes Bolena   | Justin Chadwick | Scarlett Johansson |
| 2007 | Els Tudor             | Michael Hirts   | Perdita Weeks      |
| 2003 | The other Boleyn girl | Michael Hirts   | Natascha McElhone  |
| 1969 | Anna dels mil dies    | Charles Jarrott | Valerie Gearon     |